# Jubb'adin
Yubbadín, también transcrito como Jubb'adin o Ġuppaҁōḏ (en árabe, جبعدين, en arameo, ܓܦܥܘܕ - גפעוד) es una aldea en el sur de Siria, administrativamente parte de la gobernación de la Campiña de Damasco, ubicada al noreste de Damasco en las montañas Qalamun. Las localidades cercanas incluyen Sednaya y Rankus al suroeste, Yabrud y Maalula al noreste, y Assal al-Ward al noroeste. Según la Oficina Central de Estadísticas de Siria, Jubb'adin tenía una población de 3.778 en el censo de 2004. Sin embargo, es probable que ese número haya disminuido durante la Guerra Civil Siria como resultado de las bajas en combate y la emigración de hombres jóvenes fuera de la aldea para evitar el reclutamiento militar. En 2013, la aldea fue bombardeada varias veces por las Fuerzas Armadas Sirias.
El pueblo se encuentra entre los dos últimos pueblos que quedan donde todavía se habla el neo-arameo occidental, junto con Maalula. Hasta la guerra civil siria, Al-Sarja también tenía hablantes de neo-arameo occidental, pero fue completamente destruida y sus sobrevivientes huyeron a otras partes de Siria o al Líbano. 
La mayoría de los jóvenes del pueblo son bilingües y hablan con fluidez el árabe sirio y el neo-arameo. La etimología del nombre del pueblo sigue siendo controvertida. Se cree que está compuesto por dos partes. La primera parte es Ġuppa (arameo: ܓܽܦܐ), que en arameo significa «pozo» y la segunda parte es ҁōḏ (arameo: ܥܘܕ), que tiene varios significados posibles; podría significar «festivo», haciendo el significado completo como «pozo festivo». Otra teoría es que haga referencia a Audis, quien fundó el audianismo antes del advenimiento del Islam, en cuyo caso el significado completo sería «el pozo de Audius». Otra teoría, aunque menos probable, es que la palabra es una referencia a las gentes de 'Ad, que se mencionan en el Corán. Hoy, los habitantes de la aldea son predominantemente musulmanes sunitas. La mezquita principal del pueblo se llama Jemҁa rāb, «la gran mezquita» en arameo. Históricamente, la mayoría de los habitantes eran agricultores, pero hoy en día la economía del pueblo se ha diversificado. Jubb'adin es la principal fuente de poesía moderna escrita en el idioma neo-arameo occidental gracias a sus numerosos poetas. El medio ambiente es más frío que la mayoría de las otras ciudades y pueblos sirios debido a su altitud. Los personajes famosos de la aldea incluyen al actor sirio Jalal Al-Taweel.